# Comarca da Madeira
A comarca da Madeira é uma comarca integrada na divisão judiciária de Portugal. Tem sede na cidade do Funchal.
A comarca abrange uma área de 801 km² e tem como população residente 267 785 habitantes (2011).
Integram a comarca da Madeira todos os municípios da Região Autónoma da Madeira:
- Funchal (sede)
- Calheta
- Câmara de Lobos
- Machico
- Ponta do Sol
- Porto Moniz
- Porto Santo
- Ribeira Brava
- Santa Cruz
- Santana
- São Vicente

A comarca da Madeira integra a área de jurisdição do Tribunal da Relação de Lisboa.